# Sjachmatnaja gorjatjka
Sjachmatnaja gorjatjka (ryska: Шахматная горячка, inofficiell översättning: Schackfeber) är en sovjetisk stumfilm från 1925, regisserad av Vsevolod Pudovkin och Nikolaj Sjpikovskij. 
Filmen utspelar sig kring den internationella schackturneringen i Moskva 1925 med verkliga personer, som schackvärldmästaren Capablanca, blandat med fiktiva skådespelarroller, och är Pudovkins regidebut. Den skulle bli hans enda komedi.

## Medverkande
- José Raúl Capablanca – världsmästaren
- Vladimir Fogel – hjälten
- Anna Zemtsova – hjältinnan
- Natalja Glan
- Zachar Darevskij
- Michail Zjarov
- Anatolij Krotov
- Jakov Protazanov
- Julij Rajzman
- Ivan Koval-Samborskij
- Konstantin Eggert